# 조지마 고리키
조지마 고리키(일본어: 城島光力)는 일본의 정치인이다. 노다 내각 제3차 개조내각 당시 재무대신을 지냈다.